# R.C. Owens
Raleigh Climon Owens, detto R.C. (Shreveport, 12 novembre 1934 – Manteca, 17 giugno 2012), è stato un giocatore di football americano e cestista statunitense, professionista nella NFL e nella ABL.